# Sinodendron cylindricum

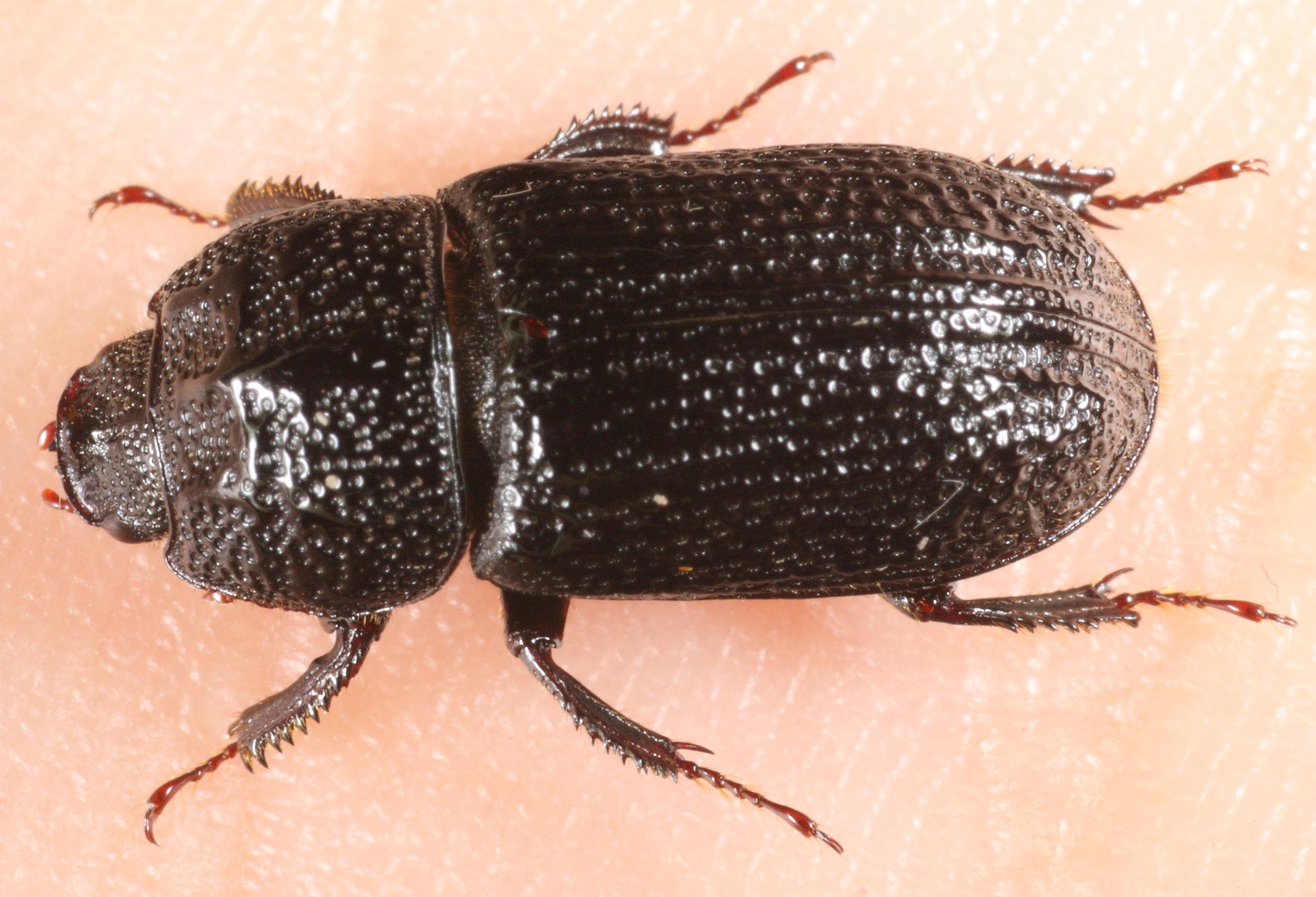
Muher (femenina)

Sinodendron cylindricum es una especie de coleóptero de la familia Lucanidae.

## Distribución geográfica
Habita en el paleártico: Eurasia.